# Congal III Cendfota
Congal III Cendfota („Długogłowy”) (zm. 674 r.) – król Ulaidu (Ulsteru) z dynastii Dál Fiatach od 670 r. do swej śmierci, syn Dúnchada mac Fíachnai (zm. ok. 644 r.), króla Ulaidu.
Dynastia Dál Fiatach panowała nad Ulsterem bez przerw w latach 637-674. Congal chcąc objąć tron, zabił swego stryja Máel Cobę mac Fíachnai w 647 r. Jednak ta akcja się nie udała, bowiem syn zabitego, Blathmac mac Máele Coba ubiegł go w zdobyciu tronu Ulsteru. Musiał długo czekać na swoją drugą szansę. Gdy w 670 r. zmarł Blathmac, Congal zajął tron ulsterski. Niezbyt długo cieszył się władzą. Po czterech latach rządów zginął z ręki Bécca Bairrche’a, syna Blathmaca. Congal miał syna Conrę, a przez niego wnuka Demmána. Miał także córkę Conchend, która była wcześniej żoną Finnachty (Fínsnechty) II Fledacha (zm. 695 r.) arcykróla Irlandii z Síl nÁedo Sláine. Następnym jej mężem został Bécc Bairrche, przyszły król Ulaidu.